# 稻荷橋站
稻荷橋站（日语：／ Inaribashi eki */?）是位於岐阜縣惠那郡付知町（現時：中津川市），北惠那鐵道北惠那鐵道線的鐵路車站（廢站）。
此站是當地居民請願下開設。車站名稱取自於附近祭祀的稻荷尊天。

## 歷史
- 1928年（昭和3年）5月1日：北惠那鐵道線田瀨至下付知之間新設此站[2]。
- 1978年（昭和53年）9月18日：北惠那鐵道線廢除，此站也被廢除[2]。

## 車站設施
此站是地面車站，設有1面1線月台和小型候車室。此站是無人車站。

## 現狀
車站遺址處還有月台遺跡。曾經遺留了候車室，但是由於該構造物老化，有倒塌的危險，因此在2002年拆毀。

## 相鄰車站
北惠那鐵道
北惠那鐵道線
田瀨－稻荷橋－下付知

## 注腳
1. ↑  鉄道停車場一覧. 昭和12年10月1日現在 （页面存档备份，存于）（日語） 國立國會圖書館數碼化收藏 2019年2月9日參閱
2. 1 2  今尾惠介《日本鐵道旅行地圖帳》7號 北信越（新潮社、2008年）p.41

## 相關項目
- 日本鐵路車站列表 I